# Autostrady i drogi ekspresowe w Szwecji
Autostrady i drogi ekspresowe w Szwecji – drogi znajdujące się na terytorium Szwecji, w ich skład wchodzą autostrady (szwedzki motorväg) i drogi ekspresowe (motortrafikleder), zwykle z 2 lub 3 pasami ruchu (2+1). Łączna długość wynosi ok. 1700 km. Ograniczenie prędkości wynosi 110 lub 120 km/h.

## Lista autostrad i dróg ekspresowych
- E4 Helsingborg – Ljungby – Jönköping – Linköping – Norrköping – Sztokholm – Uppsala – Gävle
  - Gävle – Bergby (droga ekspresowa)
  - Söderhamn – Hudiksvall (droga ekspresowa)
  - Njurunda – Sundsvall – Bergeforsen
  - Piteå – Norrfjärden
- E6 Maglarp – Malmö – Halmstad – Göteborg – Uddevalla – Svinesund – (Norwegia)
- E18 Segmon – Ed
  - Karlstad – Alster
  - Örebro – Köping – Västerås – Järva krog
  - Bergshamra – Rosenkälla
  - Rosenkälla – Söderhall
  - Söderhall – Norrtälje
- E20 (Dania) – Most Öresund – Malmö – Halmstad – Göteborg – Tollered
  - Ingared – Alingsås
  - Lundsbrunn – Holmestad
  - Vretstorp – Arboga
  - Eskilstuna – Strängnäs – Sztokholm
- E22 Maglarp – Malmö – Lund – Fogdarp
  - Hörby – Fjälkinge
  - Gualöv – Sölvesborg
  - Nättraby – Karlskrona
  - Kalmar
- E45 Wzdłuż E18 Segmon – Ed, Göteborg – Trollhättan w budowie.
- E65 Malmö – Tittente
- 11 Malmö Bulltofta – Trafikplats-Sunnanå
- 25 and 30 Öjaby – Växjö
- 28 Karlskrona Österleden
- 34 Linköping Trafikplats Tift (E4 Linköping västra) – Vallarondellen „Malmslättsleden”
- 35 Linköping Trafikplats Staby (E4 Linköping östra) – Mörtlösarondellen
- 40 Göteborg – Borås – Rångedala
- 44 Herrestad obok Uddevalla – wschodnia część Uddevalla (dawniej E6)
- 49 Skara – Axvall
- 50 Wzdłuż E20 Brändåsen (Hallsberg) – Norrplan (Örebro)
- 53 Oxelösund – Nyköping
- 73 Älgesta – Sztokholm
- 75 Sztokholm Södra länken
- 80 Gävle – Sandviken
- 222 Henriksdal – Graninge
- 226 Årsta – Östberga
- 229 Skarpnäck – Bollmora
- 260 Älta – Skrubba
- 265 Norrortsleden E4 – Sollentuna
- 273 E4 – Arlanda airport

### Autostrady bez numerów
- Na północ od Helsingborg
- Inre Ringvägen w Malmö, dawniej E6/E20
- Malmö – E22
- Malmö – E6/E22
- „Saltsjöbadsleden” (Nacka)